# 冬スポ!!
冬スポ!!（ふゆすぽ!! WINTER SPORTS FESTA）は、株式会社ディー．オー．ディーの主催により、毎年11月から2月頃開催されるスキー・スノーボード用品の販売イベント。

## 概要
1999年（1999-2000シーズン）に『ウィンタースポーツフェスタ』の興行名で、名古屋市のナゴヤドームにて初開催された。その後、東京、さいたま、幕張は2006年（2006-2007シーズン）より、横浜はその翌年より開催されている。
当初は、ドーム級のイベントを『ウィンタースポーツフェスタ』、それ以外を『スノーフェスタ』の興行名で実施した。2008年（2008-2009シーズン）より覚えやすい愛称として『冬スポ!!』が付け加えられ、『ウィンタースポーツフェスタ 冬スポ!!』としたが、近年は『冬スポ!!』が通称となった。
300ブランド以上、100万アイテムのスキー、スノーボード用品を取り揃え、全国各地のイベント会場で実施している。来場者が30万人を超える日本最大級のスキー、スノーボード用品販売イベントである。
幕張メッセ、さいたまスーパーアリーナ、パシフィコ横浜、東京ビッグサイト、TOC五反田メッセ、東京ドームシティプリズムホールといった首都圏のほか、長野・ビッグハット、朱鷺メッセ、ナゴヤドーム、宇都宮・マロニエプラザ、ビッグパレットふくしま、ポートメッセなごや等、全国各地で開催している。
会場内では、アーティストライブやゲストのトーク、豪華賞品が当たるゲーム大会やリフト券が当たる抽選会、全国各地のスキー場が出展するPRブースでのキャンペーンなど、用品販売以外の様々なイベントが楽しめる。

## 取扱商品
300ブランド以上100万アイテムと銘打ち、国内プライベートブランドから人気ブランドの最新モデルまで数多く取り揃える。また、ブランドだけでなく、手頃な低価格帯からハイエンドクラスまで幅広い商品構成で、あらゆるレベルの顧客層へ対応している。近年はジュニア用品の充実を図り、ファミリー層にも支持される。
また、全国各地の人気スキー場の格安リフト券も販売しており、オープン前から行列ができることもある。

## 歴代イメージキャラクター
- さとう里香（2008年 - 2011年）
- 中村アン（2011年 - 2012年）
- 菜々緒（2012年 - 2014年）
- 筧美和子（2014年 - 2015年）
- おのののか（2015年 - 2019年）
- 神部美咲（2019年 - 2020年）
- 工藤美桜（2021年 - ）

## 歴代テーマソング
- 2005-2006シーズン：So’Fly『READY OR NOT vs ITT (So' Fly ver.)』
- 2006-2007シーズン：COOLON『Snowman』
- 2007-2008シーズン：Lisa Halim『Flow with it』
- 2008-2009シーズン：MAY'S『KISS 〜恋におちて...冬〜』
- 2009-2010シーズン：MAY'S『ONE LOVE 〜100万回のKISSでアイシテル〜』
- 2010-2011シーズン：MAY'S『WONDERLAND』
- 2011-2012シーズン：Sweet Licious『White Kiss～冬がくれたラブストーリー～』
- 2012-2013シーズン：jyA-Me『White Sweet Love feat.CLIFF ADGE』
- 2013-2014シーズン：塩ノ谷早耶香『Snow Flakes Love』
- 2014-2015シーズン：塩ノ谷早耶香『雪空』
- 2015-2016シーズン：AKB48『始まりの雪』
- 2016-2017シーズン：新山詩織『Snow Smile』
- 2017-2018シーズン：虹のコンキスタドール『ふたりのシュプール』
- 2018-2019シーズン：虹のコンキスタドール『パウダースノーランデブー』
- 2019-2020シーズン：虹のコンキスタドール『Snowing Love』
- 2020-2021シーズン：虹のコンキスタドール『恋・ホワイトアウト』
- 2021-2022シーズン：虹のコンキスタドール『ナミダ、あわ雪』
- 2024-2025シーズン：GENIC『STEP BY STEP!!』

## 提供番組
2007年10月から2023年3月までニッポン放送日曜夜のラジオ番組を提供していた。提供クレジットは夏季(4月～9月)は「ClubFun」、冬季(10月～3月)は「冬スポ!!」となっていたが、2013年以降は通年で「冬スポ!!」に統一されていた。
2021年4月の改編時に「#みちょパラ」が日曜22:30枠に移動するのにあわせて、スポンサーを通年から冬季(10月～3月)のみに変更している。
2023年10月から「#みちょパラ」が別スポンサーによる提供となったため、「冬スポ!!」提供枠は2023年3月で終了した。
- 2007年10月 - 2010年6月：『大沢あかねのハイジャンプ・レディオ!』
- 2010年7月 - 2019年5月：『柳原可奈子のワンダフルナイト』
- 2019年5月 - 2021年3月・2021年10月 - 2022年3月・2022年10月 - 2023年3月：『#みちょパラ』